# سفيان بوشار
 سفيان بوشار (1994 الجزائر) هو لاعب كرة قدم جزائري.

## روابط خارجية
- سفيان بوشار على موقع قاعدة بيانات كرة القدم.إي يو (الإنجليزية)
- سفيان بوشار على موقع Soccerway.com (الإنجليزية)